# Jacques Joseph
Jacques Joseph (* 6. September 1865 in Königsberg i. Pr.; † 12. Februar 1934 in Berlin) war ein deutscher Arzt, der als Begründer der Plastischen Chirurgie angesehen werden kann. „Nasenjoseph“ gilt als Pionier der Rhinoplastik.

## Werdegang
Joseph war Sohn eines Rabbiners in der nach Berlin und Breslau drittgrößten jüdischen Gemeinde Deutschlands. Er begann 1885 an der Friedrich-Wilhelms-Universität zu Berlin ein Medizinstudium, das er 1889 erfolgreich beendete. Danach war er Assistenzarzt im Städtischen Krankenhaus Am Friedrichshain und in der Berliner Kinderpoliklinik inne und schrieb eine Dissertation über eine bestimmte Tuberkuloseform. Er betrieb dann eine Arztpraxis in Kreuzberg und gab Gymnastikkurse für Kinder. Da er Chirurg werden wollte, bewarb er sich bei Julius Wolff an dessen renommierter Klinik. Ab 1892 arbeitete er dort an der Berliner Universitätspoliklinik im Bereich orthopädische Chirurgie.
1896 wandte sich die Mutter eines kleinen Jungen mit der Bitte um Hilfe an Joseph. Der Junge wollte wegen seiner großen und abstehenden Ohren nicht mehr in die Schule gehen und sie wusste sich keinen anderen Rat, als die Ohren operieren zu lassen. Joseph lehnte zunächst ab, da keine medizinische Notwendigkeit für die Operation vorlag, revidierte diese Entscheidung aber und operierte das Kind heimlich, da er es nicht wagte, seinen Chef von diesem Experiment in Kenntnis zu setzen. Joseph stellte das neuartige Operationsverfahren im Oktober 1896 der Berliner Medizinischen Gesellschaft vor, die viel Anerkennung zollte; Wolff kündigte Joseph aber fristlos. Joseph eröffnete daraufhin erneut eine private Praxis, in der er chirurgische Patienten versorgte. Hier führte er 1898 seine erste Rhinoplastik durch. Er operierte einen Mann, der sich kaum noch aus dem Haus traute und an Schwermut litt. 1907 hatte Joseph schon 200 Nasen operiert, seit 1904 intranasal und ohne sichtbare Narben. Er ersetzte Knochen und Knorpel durch Elfenbein und hatte eigene Operationsinstrumente entwickelt – darunter  das Raspatorium, das heute noch in der Schönheitschirurgie als „der Joseph“ Verwendung findet.
Während des Ersten Weltkrieges engagierte er sich äußerst erfolgreich in der Wiederherstellungschirurgie. Die chirurgische Leistung, die er dort mit Gesichtsrekonstruktionen an oft grauenhaft entstellten Kriegsversehrten vollbrachte, wurde als außergewöhnlich anerkannt. 1915 bot ihm Kaiser Wilhelm II. persönlich eine Professur für Plastische Chirurgie an der Charité an – allerdings unter der Bedingung des Übertritts vom Judentum zum christlichen Glauben. Joseph lehnte ab. Am 20. Juni 1916 übernahm er eine Abteilung für plastische Gesichtschirurgie an der von Carl Adolf Passow geleiteten Ohren- und Nasenklinik, vormals Trautmannsche Ohrenklinik der Charité. Ziel war die Versorgung der vielen Kriegsverletzten mit meist verheerenden Gesichtsverletzungen. 1916 wurde er dennoch zum Leiter der neu gegründeten Abteilung für Plastische Gesichtschirurgie an der Charité berufen und 1919, allerdings nicht mehr vom Kaiser, zum Professor ernannt. Er verließ die Charité 1922 und arbeitete fortan in eigener Praxis.
Joseph war in der Weimarer Republik einer der bekanntesten Schönheitschirurgen weltweit. Er operierte Patienten aus aller Welt, andererseits kamen auch Kollegen aus aller Welt um in seiner Praxis zu hospitieren. Dabei zahlten sowohl Patienten als auch Kollegen je nach ihren eigenen Vermögensverhältnissen. Gleichzeitig versuchte er objektive Kriterien dafür zu entwickeln, wie z. B. eine schöne Nase aussehen sollte. Darauf basierte z. B. sein Profilwinkelmesser für Nasen. Sein großer Erfolg konnte aber nicht verhindern, dass er als Jude wie alle anderen jüdischen Ärzte seine Kassenzulassung verlor und nur noch auf Grundlage demütigender Sondergenehmigungsverfahren Kassenpatienten behandeln konnte. Er wurde mehrfach von den Nationalsozialisten inhaftiert, wollte aber Deutschland nicht verlassen, da er die Situation wohl falsch einschätzte.

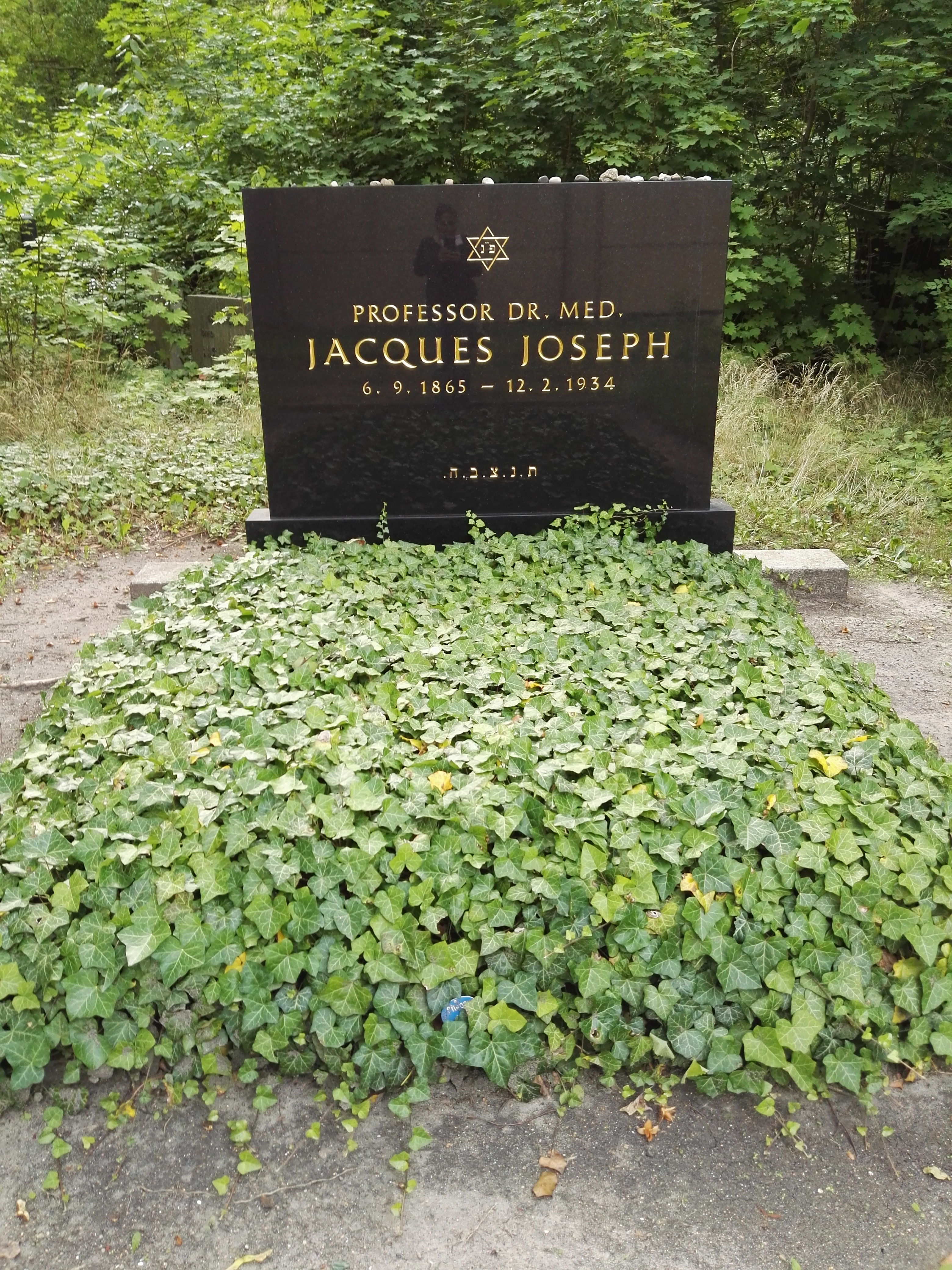
Grab von Joseph auf dem Jüdischen Friedhof Berlin-Weißensee

Mit 68 Jahren erlag Joseph einem Herzinfarkt. Beerdigt wurde er auf dem Jüdischen Friedhof Berlin-Weißensee. Es erschienen nur Todesanzeigen in den wenigen nicht gleichgeschalteten Zeitungen. Ein Nachruf erschien nur in der Kosmetologischen Rundschau. Dieser endete mit den Sätzen, dass Jacques Joseph „sowohl im Beruf als auch im privaten Leben“ stets so weit zu helfen wünschte, „dass der Unterstützte nicht nur vegetieren, sondern auch ein bisschen Freude haben konnte.“

## Der „Nasenjoseph“
Interessant ist, wie der „Nasenjoseph“ zu seinem Namen kam: Im Berlin der 1920er Jahre waren fünf Ärzte allgemein bekannt, die den Nachnamen Joseph führten. Um sie zu unterscheiden, gab der Volksmund den Josephs Spitznamen: Der Dermatologe hieß „Hautjoseph“ oder Hoseph, der Internist „Magenjoseph“ oder Moseph, der Urologe wurde zum „Blasenjoseph“ oder Bloseph, der Gynäkologe war der „Damenjoseph“ und nicht zuletzt wurde der Chirurg Jacques Joseph zum „Nasenjoseph“ oder Noseph.

## Werk und Wirken
Sein Buch „Nasenplastik und sonstige Gesichtsplastik, nebst einem Anhang über Mammaplastik und einige weitere Operationen aus dem Gebiete der äußeren Körperplastik. Ein Atlas und Lehrbuch“ ist noch heute ein Standardwerk der Plastischen Chirurgie. Zu Josephs 70. Todestag im Jahre 2004 wurde das Werk vom Kaden-Verlag Heidelberg neu aufgelegt.
Heute wird das Andenken Jacques Josephs durch seine Fachkollegen in vielen Ländern in Ehren gehalten. Die Rekonstruktion des Joseph-Grabes auf dem Jüdischen Friedhof in Berlin-Weißensee, die am 17. Oktober 2004 mit der Steinweihe feierlich abgeschlossen wurde, gestaltete sich zu einem Höhepunkt der Joseph-Ehrung in Berlin.
Besondere Bemühungen, Jacques Josephs Andenken in die Öffentlichkeit zu tragen, gehen von Walter Briedigkeit und Hans Behrbohm sowie dem Plastischen Chirurgen und Bildhauer Christian Bahr aus, der eine neue Büste des „Nasenjoseph“ schuf. Sie ist jetzt in der Skulpturensammlung der Charité dem Publikum zugänglich.
Zu Josephs 150. Geburtstag im September 2015 erschien eine neue, von dem in Washington ansässigen deutschen Medizinhistoriker und Wissenschaftsautor Ronald D. Gerste verfasste Biografie des Chirurgen.